# Jîlja, Kostopil
Jîlja (în ucraineană Жильжа) este un sat în comuna Diuksîn din raionul Kostopil, regiunea Rivne, Ucraina.

## Demografie
Componența lingvistică a localității Jîlja
     Ucraineană (99,43%)
     Alte limbi (0,57%)
Conform recensământului din 2001, majoritatea populației localității Jîlja era vorbitoare de ucraineană (99,43%), existând în minoritate și vorbitori de alte limbi.